# ヴォルホフ
座標: 北緯59度55分 東経32度21分 / 北緯59.917度 東経32.350度

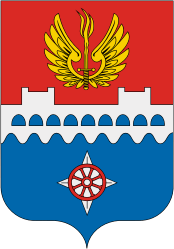
ヴォルホフの紋章

ヴォルホフ（ボルホフ、ヴォールホフ、ロシア語: Во́лхов、ラテン文字表記の例: Volkhov）は、ロシア・レニングラード州の中部にある都市。人口は3万8511人（2021年）
サンクトペテルブルクからは東へ122km、最寄りの都市は20km北にあるノヴァヤ・ラドガ。ラドガ湖の南岸近くにあり、ヴォルホフ川が流れる。ノヴゴロドからは東へ100kmの位置にある。

## 歴史

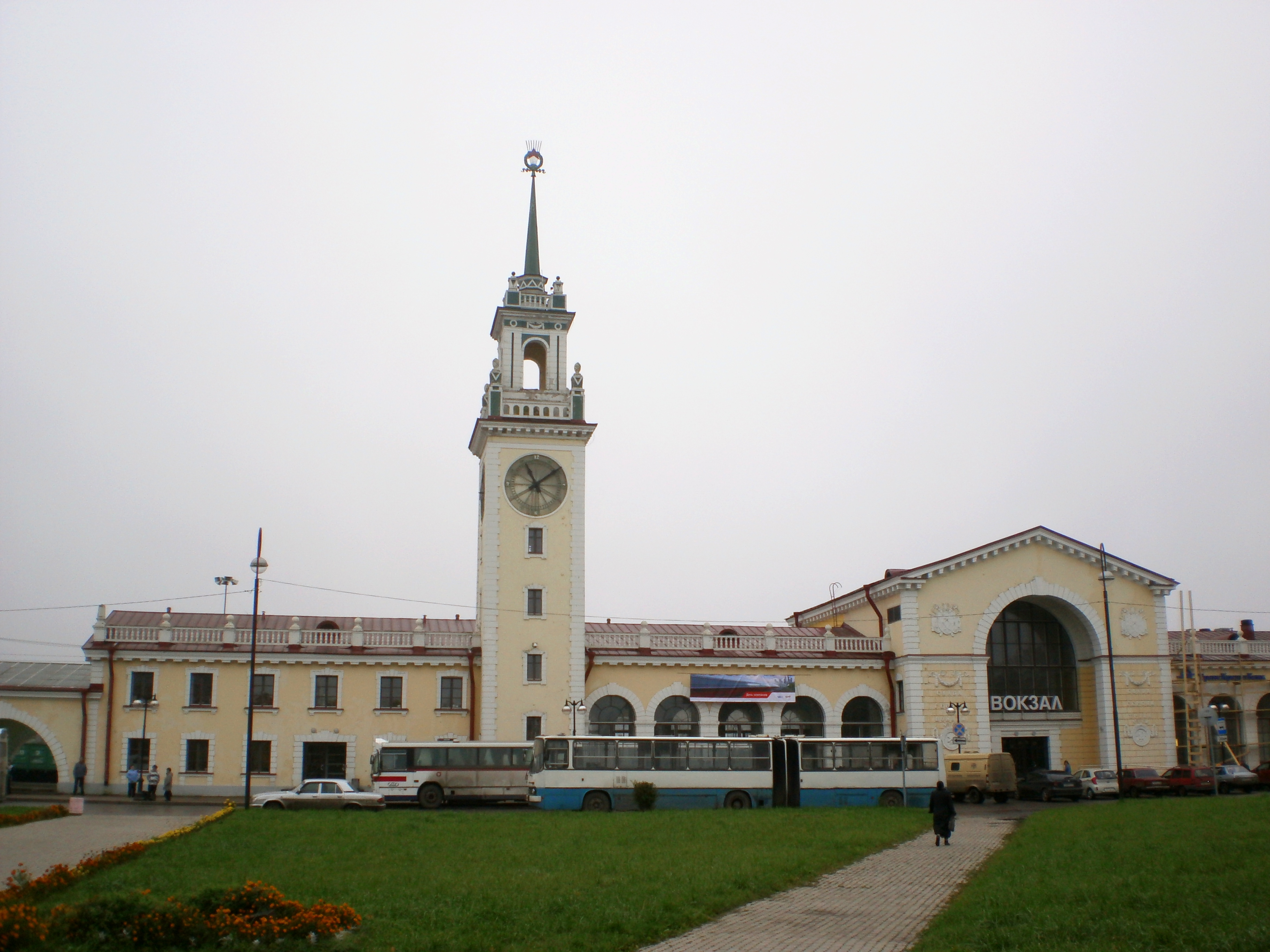
ヴォルホフ駅

ヴォルホフの町から6km北のヴォルホフ川沿いには、ロシア最古の首都ともされるスタラヤ・ラドガ（ラドガ）がある。
ヴォルホフの町が誕生し大きくなったのは20世紀前半である。サンクトペテルブルク＝ヴォログダ＝チェレポヴェツ間の鉄道が開通した際、この地に駅と鉄道車庫が建設され、ズヴェンカという集落が作られた。1916年にはここから北へ分岐するムルマンスク行きの路線が建設され、鉄道の分岐点の町となった。さらに1918年、ヴォルホフ水力発電所の建設が始まったことにより人口は増加した。1926年には水力発電所が開業し、1932年には電力を生かしてソビエト連邦最初のアルミニウム工場も建設された。

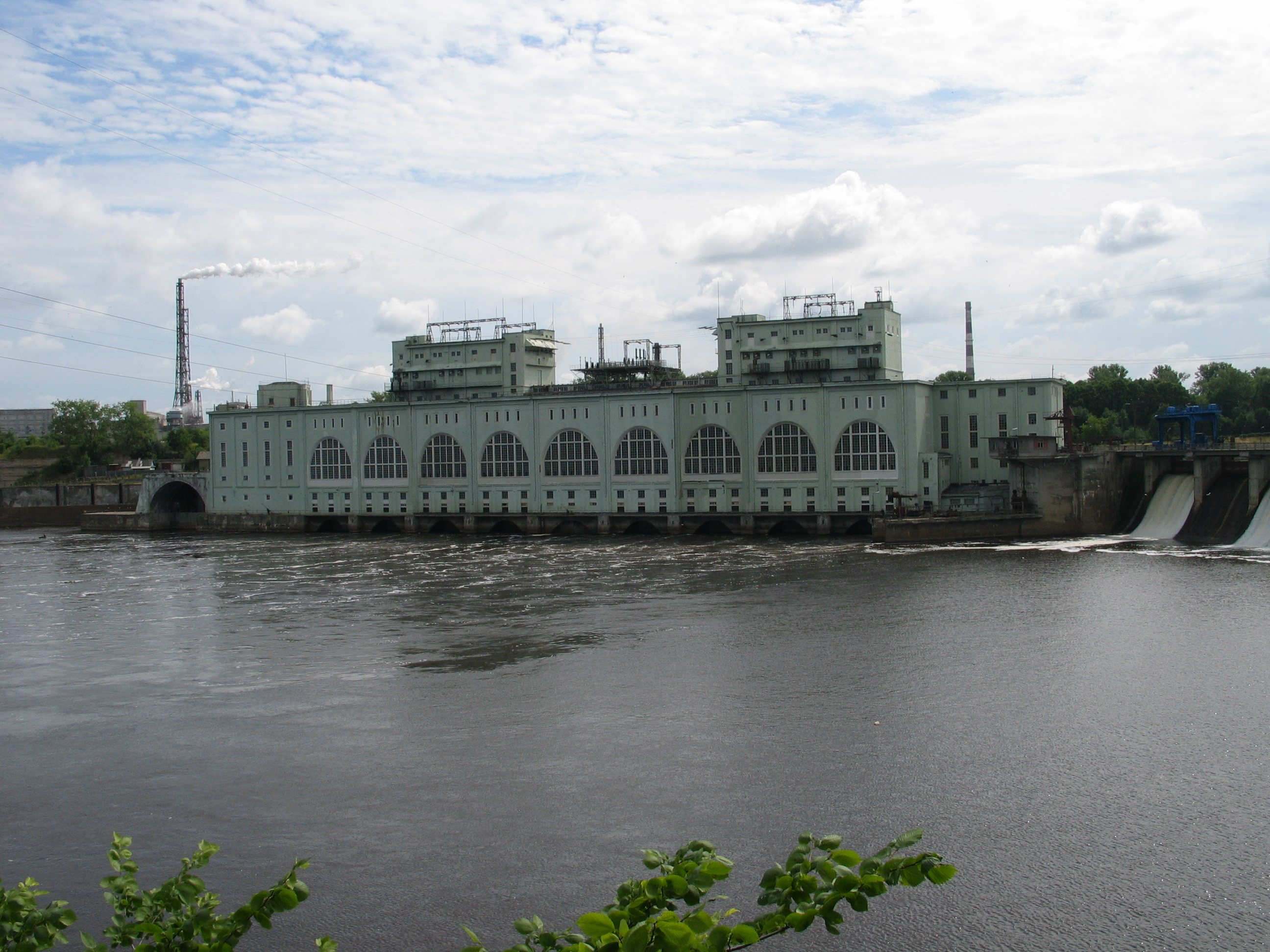
ヴォルホフ水力発電所

1933年12月27日、駅・ダム・発電所・アルミ工場に付属する集落同士が合併し、周囲の村も併合してヴォルホフストロイ（Волховстрой）市が誕生した。1940年には現在のヴォルホフという地名に変更されている。

## 経済
ヴォルホフは鉄道の分岐点で河港もある交通の要所であるほか、ダム、水力発電所、アルミニウム精錬工場、化学工場、セメント工場などが立地する産業都市でもある。ヴォルホフ水力発電所は1926年に開業し、当時はソ連最大の水力発電所・配電施設としてレニングラード市へ電力を供給していた。
周囲は農業地帯で、ジャガイモ、コムギ、野菜などを栽培するほか家畜も飼っている。
サンクトペテルブルクの様々な大学の分校も五つほどヴォルホフに立地する。

## 姉妹都市
- ノルウェー、Mosjøen
- ノルウェー、Vefsn
- フィンランド、ヤルヴェンパー（Järvenpää）